# Giovanni Battista Antonelli

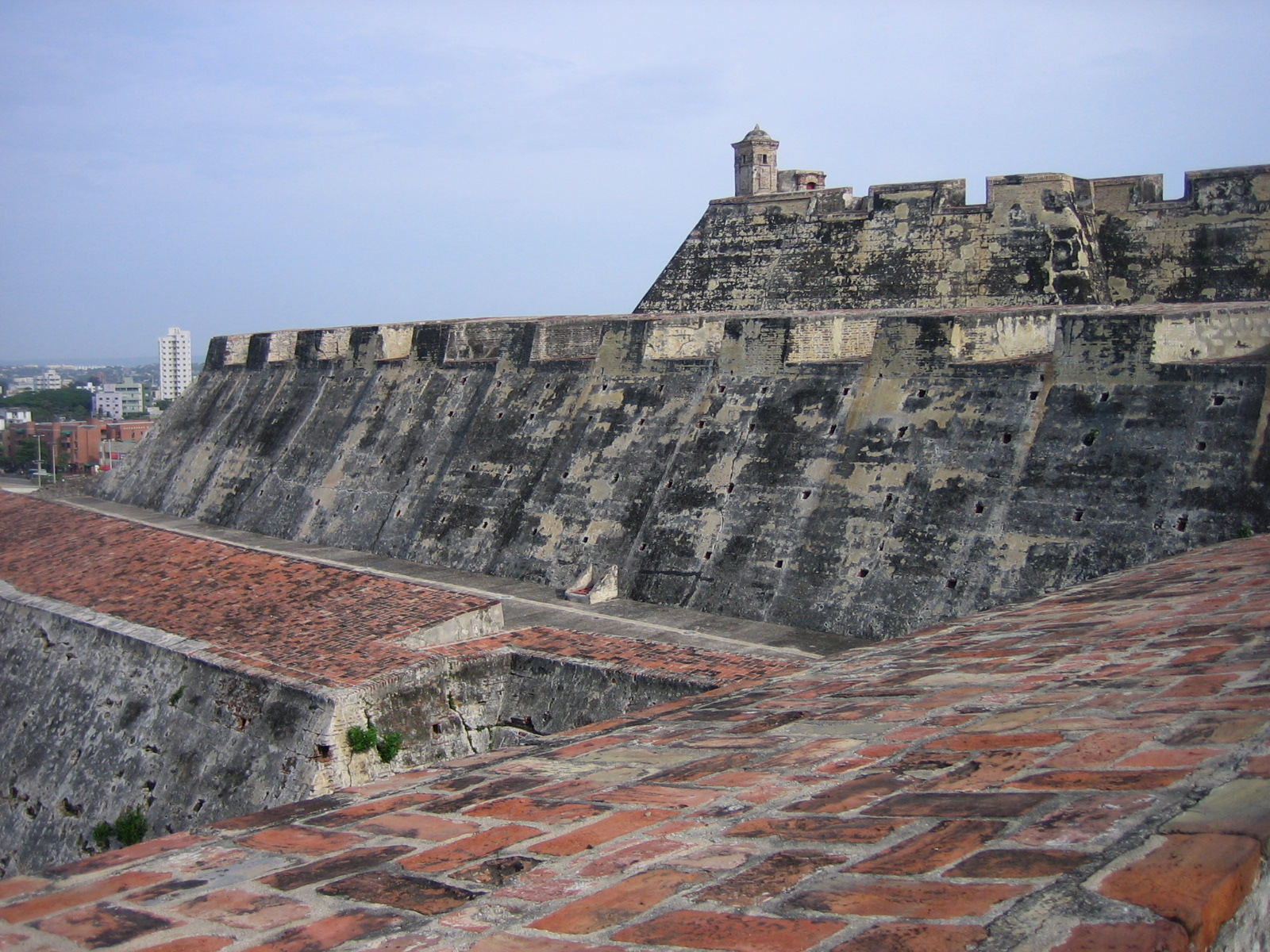
Fortaleza de San Felipe de Barajas, Cartagena, Colômbia.

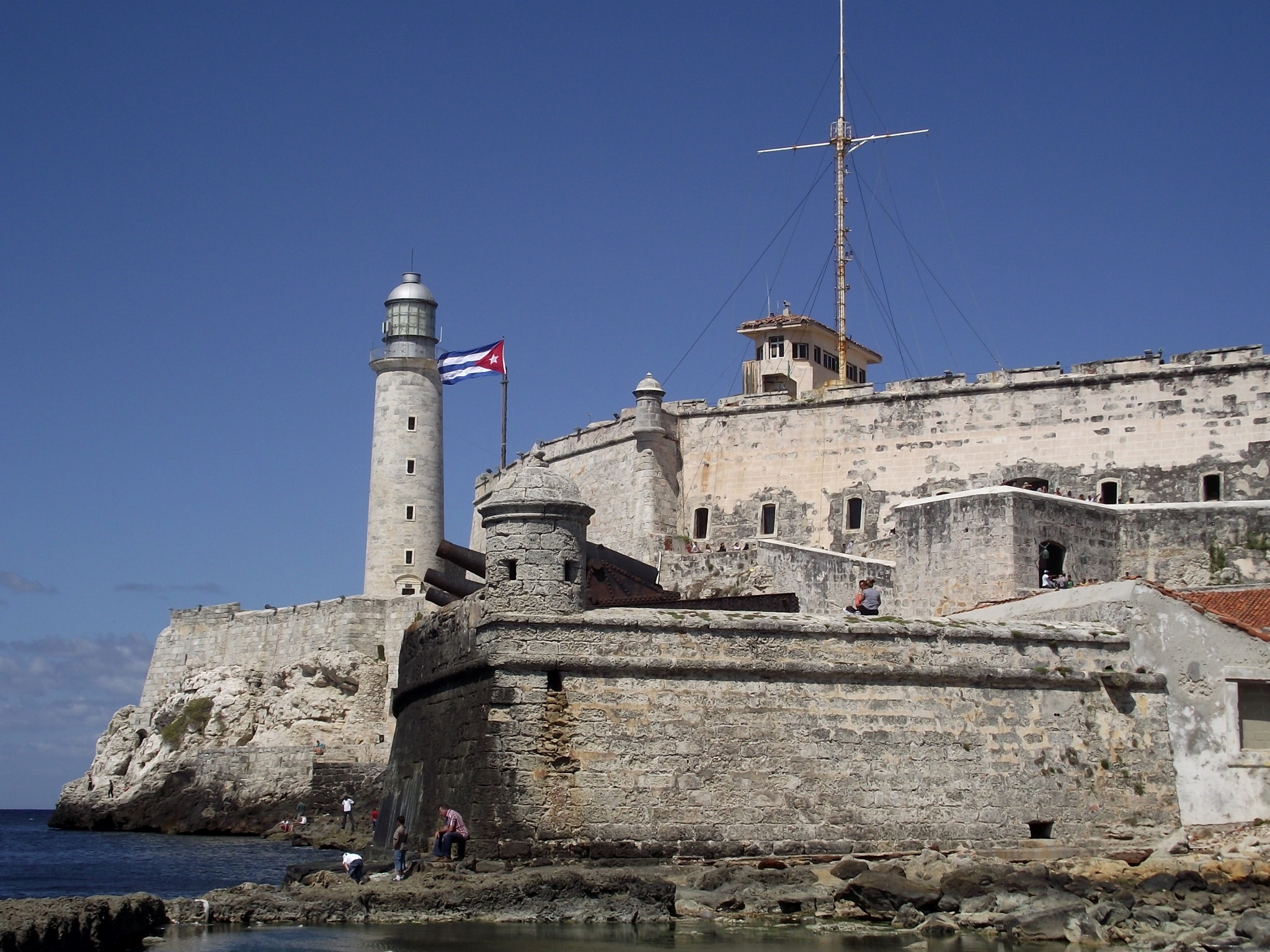
Fortaleza de El Morro, Cuba.

Giovanni Battista Antonelli (Gatteo di Romagna, 1527 (498 anos) — Toledo, 1588) foi um arquitecto e engenheiro militar italiano.
A serviço da Coroa Espanhola, projectou e construiu fortificações na Europa e na América Latina, na segunda metade do século XVI.

## Obras
Em seu currículo destaca-se a reconstrução do Castelo de Santa Bárbara em Alicante (1562), a construção do Forte de Bernia (1562), do Castelo de Benidorm e a da Torre Vigia de Santa Faz em Alicante (1575), as muralhas que protegem o acesso terrestre a Peñíscola (1578) e algumas muralhas e fortificações na Praça-forte de Cartagena das Índias, como o baluarte de Santo Domingo (1614), entre outras. É de sua autoria a traça do Forte de San Juan de Ulua em Veracruz, no Vice-Reino da Nova Espanha.
Construiu ainda, sob as ordens do governador Joan de Texeda, a Fortalezas dos Três Reis do Morro e a Fortaleza de San Salvador da Ponta em Havana. O seu trabalho foi decisivo para a conclusão do primeiro aqueduto de Havana, a Zanja Real.
Realizou o estudo da navegabilidade do rio Tejo entre Lisboa e Toledo, projecto que nunca se materializou (existe uma novela de Ricardo Sánchez Candelas que versa sobre este projecto intitulada "Sólo navegaron sus sueños").